# 嘉康杰烈士墓
嘉康杰烈士墓位于中国山西省运城市夏县胡张乡其毋村，是一处山西省文物保护单位。
2016年6月6日，嘉康杰烈士墓公布为第六批山西省文物保护单位，近现代类，年代为1959年，编号5-173。	